# Friedrich Wilhelm Dyckhoff
Friedrich Wilhelm Dyckhoff (* 31. Juli 1742 in Osnabrück; † 8. Dezember 1826 ebenda) war ein deutscher Jurist und Direktor der Justizkanzlei in Osnabrück.

## Leben

### Familie
Friedrich Wilhelm Dyckhoff war der Sohn des Kanzlers Peter Franz Dyckhoff (* 1712; † 13. August 1774) und dessen Ehefrau Maria Clara (geb. Langen); er hatte noch zehn Geschwister.
1770 heiratete er in Badbergen Elisabeth Anna Franziska Antoinette (* 19. Januar 1741 in Dinklage; † 12. Mai 1801 in Osnabrück), die Tochter von Johannes Henricus Byderwand (1710–1756); gemeinsam hatten sie elf Kinder.
Er wurde auf dem Hasefriedhof in Osnabrück beigesetzt.

### Werdegang
Friedrich Wilhelm Dyckhoff immatrikulierte er sich an der Universität Münster zu einem Studium der Rechtswissenschaften, das er später an der Universität Göttingen fortsetzte; an der Universität Harderwijk promovierte er zum Dr. jur. beider Rechte.
Nach Beendigung des Studiums ließ er sich in Osnabrück als Advokat nieder und wurde kurz darauf zum Referendar beim bischöflichen Offizialgericht ernannt. Aufgrund seiner Arbeitsergebnisse erhielt er 1781 von der Regierung die Zusage, eine Stelle in der Land- und Justizkanzlei in Osnabrück zu erhalten, sobald eine frei wird. Im darauffolgenden Jahr erhielt er dort, als Nachfolger des verstorbenen Kanzleirats Franz Wilhelm Müseler († 1782), eine Anstellung und blieb dort bis 1807; im selben Jahr kam Osnabrück an das vom französischen Kaiser Napoleon I. geschaffene Königreich Westphalen und er wurde als Tribunalrichter an das Gericht erster Instanz in Osnabrück versetzt. 
Nach der Abdankung Napoleon Bonapartes im Frühjahr 1814 fiel der überwiegende Teil des Ober-Ems-Departements an das im Zuge des Wiener Kongresses im Oktober 1814 geschaffene Königreich Hannover und Friedrich Wilhelm Dyckhoff wurde am 21. April 1814 zum Chef der neuerrichteten Justizkanzlei ernannt; in diesem Amt blieb er bis zu seiner Pensionierung im November 1825.
1815 beschloss die Regierung in Hannover, mit Rom über die Ordnung der kirchlichen Verhältnisse in Verhandlung zu treten und beauftragte in Hildesheim Franz Anton Blum und in Osnabrück Friedrich Wilhelm Dyckhoff Gutachten hierzu zu erstellen; in diesem Gutachten rät Friedrich Wilhelm Dyckhoff dazu, in Osnabrück einen Bischof (siehe Bistum Osnabrück) durch den Staat einzusetzen, aber unter bestätigender Mitwirkung des Papstes und zur Feststellung der bischöflichen Rechte nach den Kategorien des preußischen Landrechts.
Er wurde Mitglied der Rekurskommission, die in Prozessangelegenheiten des katholischen Konsistoriums in Osnabrück in letzter Instanz zu urteilen hatte; dazu wurde er 1818 Mitglied der bischöflichen Schulkommission, die für die Angelegenheit des katholischen Gymnasiums Carolinum in Osnabrück zuständig war.
Er war Mitglied der Kommission, die eine Gemeinheits- und Markenteilungsordnung (siehe Separation (Flurbereinigung)) für das Fürstenthum Osnabrück vom 25. Juni 1822 entwarf.
Am 29. November 1825 wurde er auf eigenen Antrag aus gesundheitlichen Gründen mit einer Pension von 2.000 Reichstalern in den Ruhestand versetzt.

## Ehrungen und Auszeichnungen
Friedrich Wilhelm Dyckhoff wurde 1821 zum Ritter des Guelphenordens ernannt.

## Trivia
Der Jurist Justus von Gruner widmete Friedrich Wilhelm Dyckhoff seine 1800 veröffentlichte Schrift Authentische aktenmäßige Erzählung der Betrügerei eines angeblichen Wundermädchens im Hochstift Osnabrück.

## Schriften (Auswahl)
- Versuche über die Wirksamkeit einer Voltaischen Säule, bey welcher Luftschichten statt der feuchten Substanzen zwischen den Plattenpaaren angebracht waren. In: Magazin für den neuesten Zustand der Naturkunde mit Rücksicht auf die dazugehörigen Hülfswissenschaften, Band 4, Heft 6. 1803. S. 791–793 (Digitalisat).